# Aurel Călnicean

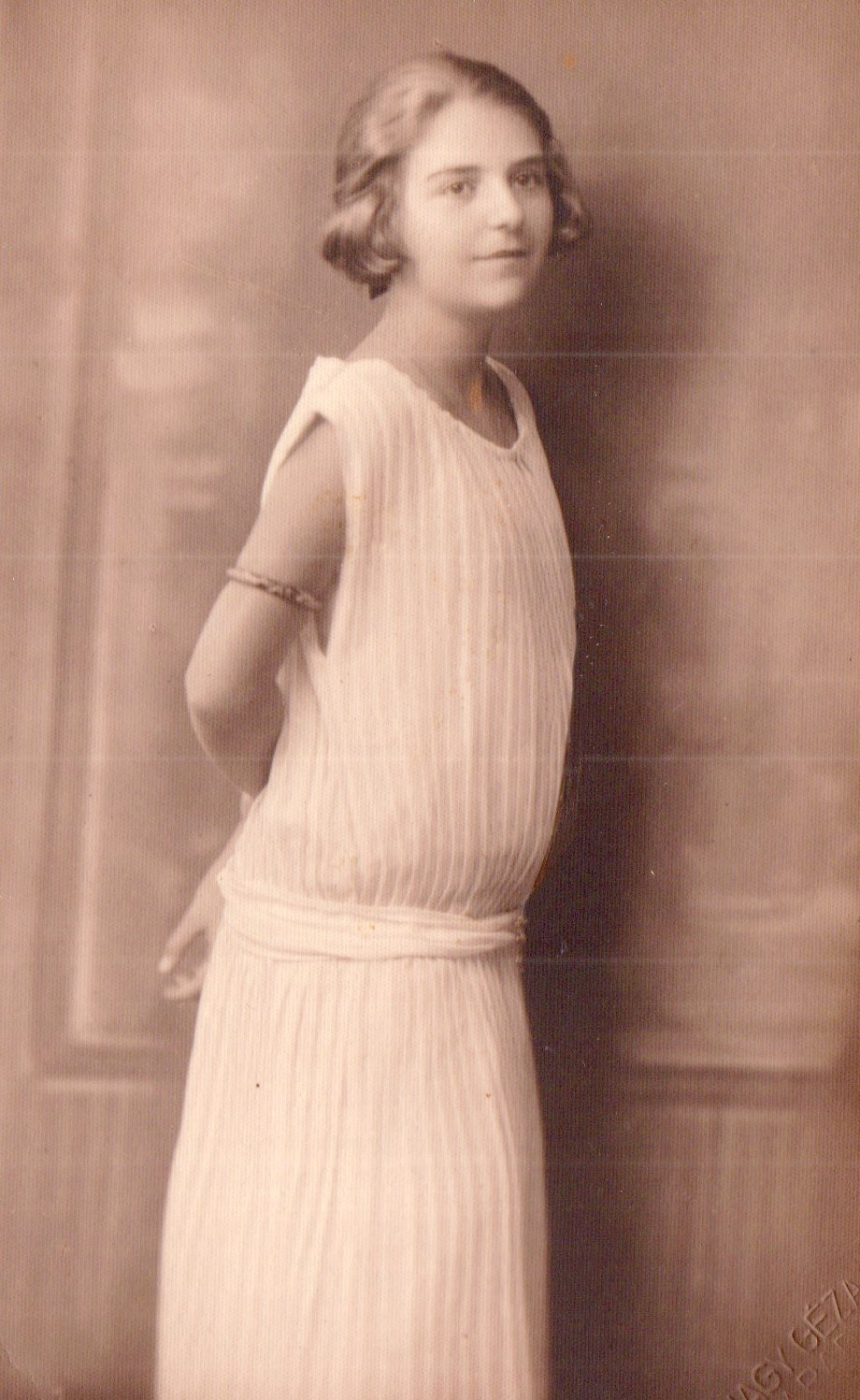
Stelina Călnicean (pianistă), fiica lui Aurel Călnicean, fotografie din 1927

Aurel Câlnicean (n. 1 mai 1880, Bocșa Montană – d. 1941, Arad) a fost un delegat în Marea Adunare Națională de la Alba Iulia, organismul legislativ reprezentativ al „tuturor românilor din Transilvania, Banat și Țara Ungurească”, cel care a adoptat hotărârea privind Unirea Transilvaniei cu România, la 1 decembrie 1918.

## Biografie
Aurel Călnicean a fost funcționar al Episcopiei Aradului. După Marea Unire a fost directorul serviciului de contabilitate și casierie și apoi consilier eparhial la Arad.

## Activitatea politică

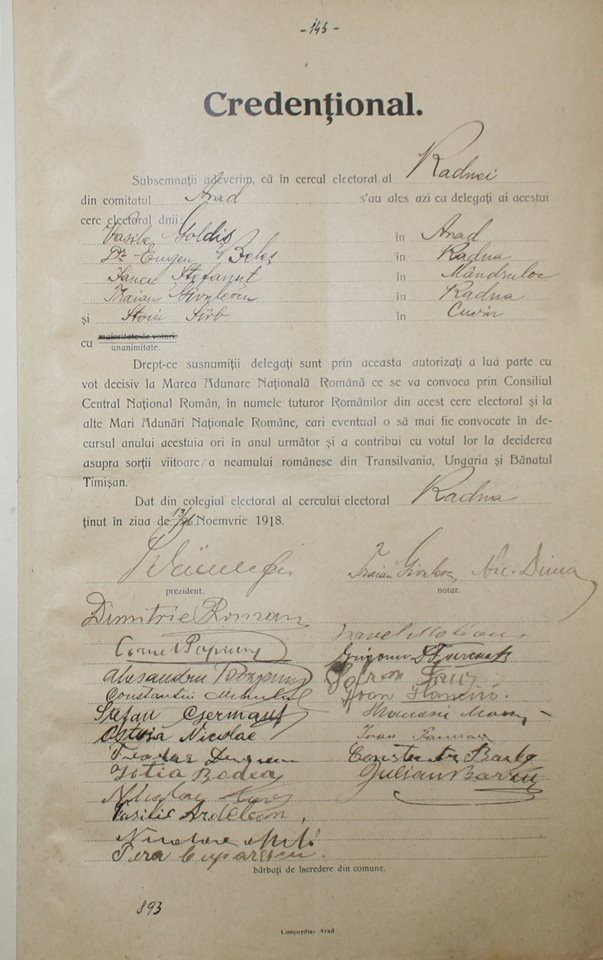
Credențional

Aurel Călnicean a fost delegat titular al cercului electoral al orașului Arad la Marea Adunare Națională de la Alba Iulia.